# Маїре Геоґкехан
Маїре Геоґкехан (англ. Máire Geoghegan; нар. 5 вересня 1950, Голвей, Ірландія) — ірландський політичний діяч, член партії «Фіанна Файл».

## Професійна кар'єра
- 1970–1975 — учитель.
- 1997–2000 — оглядач газети «Irish Times»; телеведуча, приватний бізнес-консультант; незалежний директор Aer Lingus; незалежний директор Ryan Hotels.
- 2000–2010 — член Європейського суду аудиторів.

## Політична кар'єра
- 1975–1977 — член Dáil Éireann (Палата представників Ірландії).
- 1977–1979 — державний міністр з питань торгівлі.
- 1979–1981 — міністр Gaeltacht (перша жінка кабінету міністрів з моменту заснування держави).
- 1981–1982 — член Dáil Éireann.
- 1982 — державний міністр з питань освіти.
- 1982–1987 — член Dáil Éireann. Голова першої Спільної парламентської Cttee з прав жінок та член Парламентської Cttee. Про подружньому зриву.
- 1987–1991 — міністр з європейських справ. Під головуванням міжвідомчої Cttee. про політику ЄС, що відповідають за головування в ЄС координацію Ірландії в 1990 році. Під час головування головуванням бюджету, телекомунікацій, культурі та розвитку Рад.
- 1991–1992 — член Dáil Éireann.
- 1992 — міністр туризму, транспорту та зв'язку.
- 1993–1994 — міністр юстиції. Учасник ірландської команди уряду, який вів переговори про спільну декларацію грудня 1993 року, британського та ірландського уряду, про світ і примирення в Ірландії.
- 1994–1997 — член Dáil Éireann і опозиційний прес-секретар з питань охорони здоров'я.

## Інші види діяльності
Колишній член керівного органу Національного університету Ірландії в Голвей.
1996 — публікація «Зелений Алмаз».

## Родина
Одружена. Має двох дітей.